# Zygmunt Wiatrowski
Zygmunt Wiatrowski (ur. 14 kwietnia 1928 w Zagórowie, zm. 26 czerwca 2025) – polski pedagog, specjalizujący się w  pedagogice pracy.

## Życiorys
Był absolwentem Liceum Ogólnokształcącego im. Marszałka J. Piłsudskiego w Słupcy. W 1951 roku ukończył studia matematyczne w Wyższej Szkole Pedagogicznej w Gdańsku. Pracował jako nauczyciel i wizytator, w 1961 roku ukończył w trybie zaocznym studia pedagogiczne. Stopień doktora uzyskał w 1969, a doktora habilitowanego w 1975 roku. Tytuł profesora nauk humanistycznych uzyskał w 1988 roku. 
W 1974 roku podjął pracę w Wyższej Szkole Pedagogicznej w Bydgoszczy (obecnie UKW), na tej uczelni pracował do przejścia na emeryturę w 1998 roku. W latach 1978–1980 był dyrektorem Instytutu Pedagogiki i Psychologii, pełnił też funkcje dziekana Wydziału Pedagogicznego (1980–1984), prorektora do spraw nauki (1984–1987) i prodziekana Wydziału Pedagogiki i Psychologii (1993–1997).
Od 1997 roku mieszkał w Ciechocinku, pracował w Wyższej Szkole Humanistyczno-Ekonomicznej we Włocławku.
Jego główne problemy i obszary badawcze to: teoretyczne i metodologiczne podstawy pedagogiki pracy, powodzenia i niepowodzenia szkolne oraz zawodowe, nauczyciel szkoły zawodowej, osobowościowe i prakseologiczne aspekty dorastania i dorosłości człowieka związane z pracą prozawodową i zawodową, aksjologiczne i powinnościowe konteksty myślenia o pracy, ale także społeczne i edukacyjne problemy filatelistyki.
15 maja 2007 otrzymał w Kijowie tytuł doktora honoris causa Akademii Nauk Pedagogicznych Ukrainy. 24 czerwca 2013 dzięki staraniom Towarzystwa Przyjaciół Ziemi Zagórowskiej podczas uroczystej sesji Rady Miasta nadano mu tytuł Honorowego Obywatela Miasta Zagórowa. 
Był aktywnym filatelistą, działającym w PZF.

## Wybrane publikacje
- Zarys metodyki pracy filatelistycznej w kole młodzieżowym PZF (1969)
- Kształcenie nauczycieli szkół zawodowych (1971, współautor)
- Powodzenie i niepowodzenie szkolne pracujących (1975)
- Pedagogika pracy w zarysie (wyd. 1, 1980; wyd. 2, 1985)
- Nauczyciel szkoły zawodowej (wyd. 1, 1982, ISBN 83-02-01716-7; wyd. 2, 1987)
- Służba pracownicza w zakładach przemysłowych - funkcja założona i rzeczywista (1985, współautor)
- Filatelistyka wśród dzieci i młodzieży: poradnik opiekuna koła młodzieżowego PZF (1988, ISBN 83-203-2136-0)
- Nowości poczt świata (1989)
- Wychowanie młodzieży dla pokoju oraz kontaktów i współpracy międzynarodowej (1990)
- Nauczyciel szkoły zawodowej. Dawniej-dziś-jutro (wyd. 1, 1990, ISBN 83-7096-015-4; wyd. 2, 1993)
- Podstawy pedagogiki pracy (wyd. 1, 1994, ISBN 83-7096-061-8; wyd. 2, 1997; wyd. 3, 2000; wyd. 4, 2005)
- Myśli i działania pedagogiczne (2001)
- Powodzenia i niepowodzenia zawodowe (2002, ISBN 83-86523-22-0)
- Praca w zbiorach wartości pracujących, bezrobotnych i młodzieży szkolnej (2004, ISBN 83-88500-58-9)
- Dorastanie, dorosłość i starość człowieka w kontekście działalności i kariery zawodowej (2009, ISBN 978-83-7204-762-5)